# Ascochyta anthoxanthi
Ascochyta anthoxanthi är en svampart som beskrevs av Kalymb. 1968. Ascochyta anthoxanthi ingår i släktet Ascochyta, ordningen Pleosporales, klassen Dothideomycetes, divisionen sporsäcksvampar och riket svampar.   Inga underarter finns listade i Catalogue of Life.